# 2003年2月逝世人物列表
2003年逝世人物列表：1月 - 2月 - 3月 - 4月 - 5月 - 6月 - 7月 - 8月 - 9月 - 10月 - 11月 - 12月
2003年2月逝世人物列表，是用于汇总2003年2月期间逝世人物的列表。

## 依日期排序

### 1日
- 安妮·伯爾（Anne Burr），84歲，美國女演員（《土生土長》、《匆忙的心》、《世界轉動》）。[1]
- Bodil Kjer，85歲，丹麥女演員。[2]
- 阿達爾貝托·奧爾蒂斯（Adalberto Ortiz），88歲，厄瓜多作家。
- Mongo Santamaría，85歲，古巴拉丁爵士打擊樂手。[3]
- Nancy Whiskey，67歲，蘇格蘭民謠歌手（《貨運列車》（Freight Train））。[4]
- STS-107的機組人員在哥伦比亚号航天飞机灾难中喪生：
  - 迈克尔·安德森，43歲，美國人，有效載荷指揮官。[5]
  - 大衛·布朗（David M. Brown），46歲，美國人，宣教專家。[6]
  - 卡尔帕娜·乔拉，40歲，美國人，宣教專家。[7]
  - 劳雷尔·克拉克（Laurel Clark），41歲，美國人，宣教專家。[8]
  - 里克·赫斯本德（Rick Husband），45歲，美國人，指揮官。[9]
  - 威廉·麦库尔，41歲，美國人，飛行員。[10]
  - 伊兰·拉蒙，48歲，以色列人，有效載荷專家。[11]

### 2日
- Randy Chin，65歲，牙買加唱片製作人，糖尿病患者。[12]
- 湯姆·埃德蒙茲（Tom Edmunds），77歲，澳大利亞政治家。
- 約瑟夫·加爾，84歲，匈牙利奧運摔跤運動員。[13]
- 卢·哈里森（Lou Harrison），85歲，美國作曲家，以微調作品而聞名，心臟病發作。[14]
- Jack Lauterwasser，98歲，英國賽車手和自行車工程師，在家中摔倒。[15]
- 理查·李（Richard C. Lee），86歲，美國政治家，康涅狄格州紐黑文市市長。[16]
- Marcello Truzzi，67歲，美國社會學教授，癌症。[17]
- Emerson Woelffer，88歲，美國抽象表現主義藝術家和教師。[18]
- 湯口榮藏，57歲，日本足球運動員，胃癌。[19]

### 3日
- Fulgencio Berdugo，84歲，哥倫比亞足球運動員。[20]
- 娜塔莎·阿廷·布倫瑞克（Natascha Artin Brunswick），93歲，德裔美國數學家和經濟學家。
- 拉娜·克拉克森，40歲，美國女演員（《裡奇蒙特高中快時》、《疤面煞星》、《野蠻女王》），由唱片製作人菲爾·斯佩克特拍攝。[21]
- Venanzo Crocetti，89歲，義大利雕塑家。
- 若昂·塞薩爾·蒙泰羅，64歲，葡萄牙電影導演、演員、作家和影評人，肺癌。[22]
- 特雷弗·莫里斯（Trevor Morris），82歲，威爾士足球運動員和二戰飛行員。[23]
- 彼得·沙特，67歲，荷蘭作曲家，癌症。[24]

### 4日
- 查理斯·麥克拉倫，第三代阿伯康威男爵，89歲，英國實業家和園藝家。[25]
- 本尤塞夫·本赫達，82歲，阿爾及利亞政治家，阿爾及利亞共和國臨時政府首腦（1961—1962年）。[26]
- 查理·畢德爾（Charlie Biddle），76歲，美籍加拿大爵士貝斯手，曾與 Thelonious Monk 和 Charlie Parker 合作。[27]
- Jean Brossel，84歲，法國物理學家和現代量子光學先驅。[28]
- 皮埃爾·卡特烏斯（Pierre Carteus），59歲，比利時足球運動員。[29]
- 傑羅姆·海因斯（Jerome Hines），81歲，美國歌劇男低音。[30]
- Qalandar Momand，72歲，巴基斯坦詩人和作家。[31]
- 詹姆斯·迪斯，83歲，英國電影剪輯師。
- André Noyelle，71歲，比利時公路自行車手（1952 年奧運會金牌：個人公路賽、團體公路賽）。[32]
- 雅羅斯拉夫·沙伊塔爾（Jaroslav Šajtar），81歲，捷克國際象棋大師。

### 5日
- 吉列爾莫·岡薩雷斯·卡爾德羅尼（Guillermo González Calderoni），54歲，墨西哥聯邦司法警察官員，被謀殺。[33]
- René Cardona Jr.，63歲，墨西哥電影製片人和演員。
- 米奇·芬頓（Micky Fenton），89歲，英格蘭足球運動員。[34]
- Larry LeSueur，93歲，美國記者，帕金森病。[35]
- 安東尼娜·舒拉諾娃（Antonina Shuranova），66歲，俄羅斯舞臺、電視和電影女演員。
- Joseph P. Vigorito，84歲，美國政治家（美國賓夕法尼亞州第24國會選區眾議員）。[36]
- 曼弗雷德·馮·布萊希奇（Manfred von Brauchitsch），97歲，德國車賽手，1930年代三協賽大獎賽的冠軍[37]

### 6日
- 埃里克·阿什比（Eric Ashby），85歲，英國博物學家和野生動物攝影師。[38]
- 何塞·克拉維林哈，80歲，莫三比克記者、故事作家和詩人。[39]
- 亞瑟·多爾蒂（Arthur Doherty），71歲，愛爾蘭政治家。
- René Haby，83歲，法國政治家。[40]
- 羅伯特·威廉·聖約翰，100歲，美國作家、廣播員和記者。[41]
- 彼得·桑德斯，91歲，英國戲劇總監。[42]

### 7日
- 奥古斯托·蒙特罗索，81歲，宏都拉斯作家，心力衰竭。[43]
- Amalia Nieto，95歲，烏拉圭畫家、雕刻家和雕塑家。
- 瑪律科姆·羅伯茨，58歲，英國流行歌手，心臟病發作。[44]
- 斯蒂芬·惠特克，55歲，英國演員和導演（尼古拉斯·尼克爾比，兒子和情人），手術后併發症。[45]

### 8日
- 阿爾弗雷德·阿斯頓（Alfred Aston），90歲，法國足球邊鋒兼經理。[46]
- William Louis Culberson，73歲，美國地衣學家，癌症。
- 約翰·查理斯·卡特勒，87歲，美國外科醫生。
- K. K. Soundar，78歲，泰米爾電影演員。
- 愛麗絲·特雷夫，96歲，德國電影女演員。[47]
- 康拉德·魏歇特，68歲，德國奧運水手（1968年龍牌銅牌，1972年龍牌銀牌）。[48]

### 9日
- Herma Bauma，88歲，奧地利標槍運動員（1948年夏季奧運會女子標槍金牌）。[49]
- Ruby Braff，75歲，美國爵士小號手和短號手。[50]
- 池田正敏，76歲，日裔土耳其數學家。
- 肯·麥金萊（Ken McKinlay），74歲，英國賽車手。
- 比利·派克，61歲，美國棒球運動員（加州天使隊），癌症。[51]
- 薇拉·拉爾斯頓（Vera Ralston），82歲，捷克斯洛伐克裔美國花樣滑冰運動員和“B”級女演員，冰上冒險明星，癌症。

### 10日
- 查克·阿萊諾，85歲，美國棒球運動員（辛辛那提紅人隊）。[52]
- 拉爾夫·比爾德，73歲，美國棒球運動員（聖路易斯紅雀隊）。[53]
- Antoni Czubiński，74歲，波蘭歷史學家。
- 埃德加·德·埃維亞，92歲，美國攝影師肺炎。
- Antoinette Feuerwerker，90歲，法國法學家，二戰期間法國抵抗運動成員。
- Curt Hennig，44歲，美國職業摔跤手，吸毒過量。
- Lars-Eric Kjellgren，84歲，瑞典編劇和電影導演。
- 何塞·盧戈伊，82歲，美籍巴西演員。[54]
- 克拉克·麥格雷戈，80歲，美國政治家和國會議員（1961-1970）。[55]
- 羅伯特·拉什·米勒（Robert Rush Miller），86歲，美國動物學家和魚類學家。[56]
- 沃爾特·湯瑪斯·詹姆斯·摩根，102歲，英國生物化學家。[57]
- Max Pécas，77歲，法國電影製片人、作家和製片人，患有肺癌。[58]
- Jan Veselý，79歲，捷克斯洛伐克自行車運動員（男子個人公路賽，1952年夏季奧運會男子團體公路賽）。[59]
- 罗纳德·泽格勒（Ron Ziegler），63歲，水門事件醜聞期間理查·尼克鬆（Richard Nixon）的前新聞秘書，心臟病發作。[60]

### 11日
- 索科羅·阿維拉爾，77歲，墨西哥女演員，胃癌。
- Arndt Bause，66歲，德國作曲家，肺栓塞。[61]
- 馬克·伊利夫（Marc Iliffe），30歲，英國強人，上吊自殺。[62]
- 丹尼爾·托斯卡納·杜普蘭蒂埃（Daniel Toscan du Plantier），61歲，法國電影製片人，心臟病發作。[63]
- 摩西·霍根（Moses Hogan），45歲，美國作曲家和合唱音樂編曲家，腦癌。
- 袁家骝（Luke Chia-Liu Yuan），90歲，美籍華裔物理學家，袁世凱的孫子。[64]

### 12日
- 沃利·伯內特（Wally Burnette），73歲，美國棒球運動員（堪薩斯城田徑隊）。[65]
- 蜜雪兒·格雷利爾（Michel Graillier），56歲，法國爵士鋼琴家。[66]
- Vali Myers，72歲，澳大利亞藝術家，癌症。[67]
- Devendra Satyarthi，94歲，印度民俗學家和作家。[68]
- 珍妮·斯圖爾特（Jeanne Stuart），94歲，英國舞臺和電影女演員。[69]
- 海伍德·沙利文，72歲，美國棒球運動員（波士頓紅襪隊，堪薩斯城田徑隊）和老闆（波士頓紅襪隊），中風。[70]
- 迪克·惠特曼，82歲，美國棒球運動員（布魯克林道奇隊，費城費城人隊）。[71]
- 凱蒙斯·威爾遜，90歲，美國商人，假日酒店創始人。[72]

### 13日
- 喬·康納利，85歲，美國電視和廣播編劇。[73]
- 詹姆斯·湯瑪斯·弗萊克斯納，95歲，美國歷史學家和傳記作家。[74]
- 吉德·加維蘭，77歲，古巴世界拳擊冠軍，心臟病發作。[75]
- 羅伯特·艾弗斯，68歲，美國演員。[76]
- Axel Jensen，71歲，挪威作家，ALS。[77]
- 老史黛西·基奇，88歲，演員（《漂亮女人》、《少狼》、《視差視圖》）。[78]
- 斯圖爾特·基思（Stuart Keith），71歲，英裔美國鳥類學家。[79]
- 萊昂諾爾·勞薩斯（Leonor Llausás），73歲，墨西哥女演員，心臟病發作。
- 沃尔特·惠特曼·罗斯托，86歲，美國政治顧問。[80]

### 14日
- 貢納爾·詹森，78歲，瑞典足球運動員和經理。[81]
- 約翰尼·朗登，96歲，美國騎師。[82]
- Paul E. Meehl，83歲，美國臨床心理學家。[83]
- Grigory Mkrtychan，78歲，蘇聯和俄羅斯冰球守門員。[84]
- Archie Savage，88歲，美國舞蹈家、編舞家、電影和戲劇演員。

### 15日
- 文森特·阿帕，93歲，馬爾他雕塑家。
- 亞歷山大·貝內特，73歲，英國芭蕾舞演員，教師和芭蕾舞大師，皇家芭蕾舞團首席舞者。[85]
- 米罗斯拉夫·科尼切克，84歲，捷克演員、作家、導演和藝術家。[86]
- Vlastimil Koubek，75歲，捷克裔美國建築師，癌症。
- 羅伯托·萊迪（Roberto Leydi），74歲，義大利民族音樂學家。[87]
- 弗朗西斯克·拉沃尼（Francisque Ravony），60歲，馬達加斯加律師和政治家，心臟病發作。
- 华金·索拉诺（Joaquín Solano），89歲，墨西哥奧運馬術獎牌得主。[88]
- 威爾伯福斯男爵理查·威爾伯福斯，95歲，英國法官。[89]

### 16日
- 菲力浦·約翰·加德納（Philip John Gardner），88歲，英國維多利亞十字勳章獲得者。
- 吉姆·戈登（Jim Gordon），76歲，美國電視和廣播新聞播音員，癌症。[90]
- 阿布·伊沙克，76歲，孟加拉國小說家。
- Rusty Magee，47歲，美國音樂劇作曲家，癌症。[91]
- 亞歷山大·蒂什馬，79歲，塞爾維亞小說家。[92]

### 17日
- 史蒂夫·貝克勒，23歲，美國棒球運動員（巴爾的摩金鶯隊），麻黃素過量。[93]
- 朱利安·畢格羅（Julian Bigelow），89歲，美國計算機工程師，建造了第一台數字計算機（IAS機器）。[94]
- 艾倫·布里頓（Allen Britton），88歲，美國音樂教育家，為音樂教學法的歷史做出了貢獻。[95]
- 彼特·施魯姆，68歲，美國演員。[96]

### 18日
- 昆汀·安德森，90歲，美國文學評論家和文化歷史學家（亨利·詹姆斯、拉爾夫·沃爾多·愛默生、沃爾特·惠特曼），心臟病發作。[97]
- Ittla Frodi，72歲，瑞典女演員、作家和製片人。
- 伊瑟爾·哈雷爾（Isser Harel），90/91，以色列間諜大師和摩薩德（Mossad）主任。[98]
- 貝絲·馬里恩（Beth Marion），90歲，美國B級電影女演員，中風。

### 19日
- 華盛頓·貝爾特蘭，88歲，烏拉圭政治家，總統（1965-1966年）。
- Buck Divecha，75歲，印度板球運動員。[99]
- 伊戈爾·戈爾巴喬夫，75歲，蘇聯和俄羅斯演員，戲劇導演和教育家。
- 詹姆斯·哈迪（James Hardy），84歲，美國先驅外科醫生。[100]
- Tanya Moiseiwitsch，88歲，英國劇院設計師。[101]
- 約翰尼·佩切克，64歲，美國鄉村音樂歌手，肺氣腫。[102]

### 20日
- 莫裡斯·布蘭科特（Maurice Blanchot），95歲，法國作家、哲學家和文學理論家。[103]
- 奧維爾·弗里曼，84歲，美國政治家，明尼蘇達州州長和農業部長，患有阿爾茨海默病。[104]
- Harry Jacunski，87歲，美國橄欖球運動員（綠灣包裝工隊）。[105]
- 泰·朗利（Ty Longley），31歲，重金屬樂隊Great White的美國吉他手；羅德島車站夜總會大火的受害者。
- 穆沙夫·阿里·米尔（Mushaf Ali Mir），55歲，巴基斯坦政治家和空軍將軍，飛機失事。
- Golam Mustafa，67歲，孟加拉國演員和朗誦家。
- 耶日·帕森多弗（Jerzy Passendorfer），79歲，波蘭電影導演和國會議員。[106]
- 小羅伯特·格裡爾·斯蒂芬斯（Robert Grier Stephens， Jr.），89歲，美國政治家。[107]
- 彼得·圖克斯伯里，79歲，美國電影和電視導演。[108]

### 21日
- 佛吉尼亞·比德爾，92歲，美國歌舞表演者，表演女郎和裸體模特，車禍后併發症。
- 吉姆·考特赖特，88歲，加拿大奧運田徑運動員。[109]
- John E. Fryer，65歲，美國精神病學家和同性戀權利活動家，肺炎。[110]
- 湯姆·格雷澤（Tom Glazer），88歲，美國民謠歌手和詞曲作者。[111]
- 卡莱尔·科西克（Karel Kosik），76歲，捷克馬克思主義哲學家。[112]
- Nelly Mazloum，73歲，埃及女演員、舞蹈家和編舞家。
- Nora Ney，96歲，波蘭電影女演員。
- 凱文·奧謝（Kevin O'Shea），77歲，美國籃球運動員。[113]
- Rusty Peters，88歲，美國棒球運動員（費城田徑隊、克利夫蘭印第安人隊、聖路易士布朗隊）。[114]
- 埃迪·湯姆森，55歲，蘇格蘭足球運動員和教練，淋巴瘤。

### 22日
- 庫爾特·格沙伊德（Kurt Gscheidle），78歲，德國政治家。
- 唐纳德·霍尔德曼（Donald Haldeman），55歲，美國射擊運動員和奧運會金牌得主。[115]
- Jean-Pierre Miquel，66歲，法國演員和戲劇導演，癌症。[116]
- 丹尼爾·塔拉達什，90歲，美國編劇（《從這裡到永恆》、《夏威夷》、《風暴中心》）、奧斯卡獎得主（1955 年），胰腺癌。[117]

### 23日
- Shlomo Argov，73歲，以色列外交官，以色列駐英國大使。[118]
- 豪伊·愛潑斯坦（Howie Epstein），47歲，湯姆·佩蒂（Tom Petty）和傷心人樂隊（Tom Petty and the Heartbreakers）的美國貝斯手，吸毒過量。
- 克裡斯托弗·希爾，91歲，英國歷史學家。[119]
- 帕維爾·列別舍夫，63歲，蘇聯和俄羅斯電影攝影師。
- 羅伯特·默頓（Robert K. Merton），92歲，美國社會學家。[120]
- 馬塞爾·普拉維（Marcel Prawy），91歲，奧地利戲劇家和歌劇評論家。[121]
- 哈薩克納加·圖拉博夫，64歲，亞塞拜然和蘇聯演員。
- 蒂托斯·范迪斯，85歲，希臘演員（《驅魔人》、《弗萊奇之生》、《瑪麗·哈特曼》、《瑪麗·哈特曼》），癌症。[122]

### 24日
- 亞歷克斯·卡梅倫（Alex Cameron），65歲，美國英語教授，斯克里普斯全國拼寫大賽（Scripps National Spelling Bee）的發音者。[123]
- Al Hibbs，78歲，美國數學家和物理學家，被稱為「喷气推进实验室之聲」。[124]
- 蘇珊·詹森，75歲，美國演員和歌手，肺氣腫。[125]
- 山姆·金，91歲，英國高爾夫球手。
- Bernard Loiseau，52歲，法國廚師，槍殺身亡。[126]
- 沃爾特·沙夫（Walter Scharf），92歲，美國電影作曲家，心力衰竭。[127]
- 阿尔贝托·索尔迪（Alberto Sordi），82歲，義大利喜劇演員，心臟病發作。
- 安東尼·托雷斯，59歲，西班牙足球運動員，癌症。[128]
- Güven Önüt，63歲，土耳其足球運動員。

### 25日
- 亞歷山大·凱穆爾吉安，81歲，亞美尼亞科學家和航空航天工程師。
- 约翰·莱基，62歲，加拿大運動賽艇運動員。[129]
- 埃裡克·馬什，82歲，英國板球運動員。[130]
- 湯姆·奧希金斯（Tom O'Higgins），86歲，愛爾蘭Fine Gael政治家，大律師和法官。
- René Römer，73歲，荷蘭學者，荷屬安的列斯群島總督（1983-1990）。

### 26日
- 哈羅德·阿莫斯，84歲，美國微生物學家和教授，哈佛醫學院細菌學系主任。[131]
- 布萊恩·埃文斯，60歲，威爾士足球運動員，癌症。[132]
- 藤原彰，80歲，日本歷史學家。
- 克利斯蒂安·戈特爾斯，74歲，比利時賽車手。
- 海梅·拉米雷斯（Jaime Ramírez），71歲，智利足球運動員。[133]

### 27日
- 約翰尼·卡彭特（Johnny Carpenter），88歲，美國電影演員，編劇和製片人，癌症。
- 查理斯·諾特，88歲，英國板球運動員。[134]
- 約翰·蘭奇貝里，79歲，英裔澳大利亞音樂家。[135]
- 沃爾夫岡·拉拉扎巴爾（Wolfgang Larrazábal），91歲，委內瑞拉海軍軍官和政治家。
- 詹姆斯·尼科爾斯（James D. Nichols），74歲，美國賽馬騎師，曾參加過七場美國三冠王比賽。[136]
- 彼得·彼得羅夫，83歲，保加利亞裔美國發明家、工程師、美國宇航局科學家和冒險家。
- 弗雷德·罗杰斯（Fred Rogers），74歲，美國電視名人，羅傑斯先生的鄰居主持人。[137]
- Othar Turner，95歲，美國小提琴手。[138]

### 28日
- 阿爾伯特·巴特（Albert Batteux），83歲，法國足球運動員和經理，阿爾茨海默病。[139]
- 阿爾弗雷德·伯恩斯坦（Alfred Bernstein），92歲，美國民權、公民自由和工會活動家。[140]
- Göte Blomqvist，75歲，瑞典冰球運動員（1952年冬季奧運會冰球銅牌）。[141]
- 克里斯·布拉舍，74歲，英國田徑運動員（1956年夏季奧運會男子3000米障礙賽金牌）。[142]
- 雅各·大衛斯（Jacob E. Davis），97歲，美國政治家。
- 迪諾斯·迪莫普洛斯（Dinos Dimopoulos），81歲，希臘電影導演。[143]
- 吉姆·弗裡德利，78歲，美國棒球運動員（克利夫蘭印第安人隊、巴爾的摩金鶯隊、辛辛那提紅腿隊）。[144]
- 菲德尔·桑切斯·埃尔南德斯（Fidel Sánchez Hernández），85歲，薩爾瓦多前總統，心臟病發作。
- 井上瑤，56歲，日本配音演員（《機動戰士高達》、《遊戲王》、《戈爾迪安戰士》），肺癌。
- 鲁道夫·京斯莱克，99歲，英國學者、鏡頭設計師和工程師。[145]
- Sundarrajan少校，67歲，印度演員和導演。